# Mysze Góry
Mysze Góry – część wsi Kieleńska Huta w Polsce, położona w województwie pomorskim, w powiecie wejherowskim, w gminie Szemud. Wchodzą w skład sołectwa Kieleńska Huta.
W latach 1975–1998 Mysze Góry administracyjnie należały do województwa gdańskiego.